# Bronisław Herman-Iżycki
Bronisław Antoni Iżycki-Herman h. Gozdawa (ur. 18 sierpnia 1865 w majątku Słoboda k. Bobrujska, zm. 11 kwietnia 1947 w Giżycku) – polski działacz społeczny, wileński radny, członek i prezes Konsystorza Ewangelicko-Reformowanego w Wilnie.

## Życiorys
Urodził się 18 sierpnia 1865 w rodzinnym majątku Słoboda k. Bobrujska. Pochodził z kalwińskiej rodziny od kilku pokoleń osiadłej na Litwie - jego ojciec Tadeusz był represjonowany za udział w powstaniu styczniowym, matka Kamilla z Rytwiańskich. Ukończył kalwińskie gimnazjum w Słucku i odbył praktykę rolniczą. W 1885 udało mu się przywrócić do funkcjonowania rodzinny majątek (3000 ha) w Słobodzie, którym zarządzał do 1920 roku.
W czasie I wojny światowej był członkiem Rady Narodowej. W 1918 został roku aresztowany w Mińsku przez wojska bolszewickie, po zwolnieniu z więzienia zaciągnął się do 5 Pułku Ułanów I Korpusu Polskiego. W 1920 roku zamieszkał w Wilnie, którego radnym był z przerwami od 1920 do 1939. W okresie II RP udzielał się społecznie: w 1921 stworzył Wileńskie Towarzystwo Rolnicze oraz reaktywował Towarzystwo Kredytowe Miasta Wilna. Należał do Związku Polaków z Kresów Białoruskich. Od 1920 zasiadał w wileńskim konsystorzu ewangelicko-reformowanym, z urzędu został zdjęty na żądanie władz litewskich w listopadzie 1939. 
W 1945 przymusowo wysiedlony z ojczystej ziemi, zamieszkał w Białymstoku. Pod koniec 1945 przeprowadził się do syna do Giżycka (dawne Łuczany) gdzie zmarł 11 kwietnia 1947 roku. 
Był dwukrotnie żonaty. Od 10 lutego 1900 z Idalią Hutorowicz, od 7 stycznia 1934 z Haliną Hłasko. 

## Ordery i odznaczenia
- Krzyż Oficerski Orderu Odrodzenia Polski (30 kwietnia 1927)[1]